# بيل دو
بيل دو هو ممثل كندي، ولد في القرن 20.

## أعمال

### أفلام
- (1993) حياة هذا الفتى
- (1994) أساطير الخريف[3][4]

### مسلسلات
- التحليق إلى المجهول
- كان ياما كان
- كايل إكس واي

## وصلات خارجية
- بيل دو على موقع IMDb (الإنجليزية)
- بيل دو على موقع ألو سيني (الفرنسية)
- بيل دو على موقع أول موفي (الإنجليزية)
- بيل دو على موقع قاعدة بيانات الأفلام السويدية (السويدية)
- بيل دو على موقع قاعدة بيانات الفيلم (الإنجليزية)
- بيل دو على موقع كينوبويسك (الروسية)